# Курьинский сельсовет (Алтайский край)
Курьинский сельсовет — муниципальное образование со статусом сельского поселения и административно-территориальное образование в Курьинском районе Алтайского края России. Административный центр — село Курья.

## Население
| 1997  | 1998  | 1999  | 2000  | 2001  | 2002  | 2003  | 2004  | 2005  |
| ----- | ----- | ----- | ----- | ----- | ----- | ----- | ----- | ----- |
| 4943  | ↘4735 | ↘4669 | ↗4839 | ↗4881 | ↘4532 | ↘4248 | ↘4247 | ↗4292 |
| 2006  | 2007  | 2008  | 2009  | 2010  | 2011  | 2012  | 2013  | 2014  |
| ↘4286 | ↘4073 | ↗4093 | ↗4104 | ↘3835 | ↘3817 | ↘3755 | ↘3612 | ↘3554 |
| 2015  | 2016  | 2017  | 2018  | 2019  | 2020  | 2021  |       |       |
| ↘3480 | ↘3375 | ↘3341 | ↘3284 | ↘3239 | ↘3215 | ↗3426 |       |       |

По результатам Всероссийской переписи населения 2010 года, численность населения муниципального образования составила 3835 человек, в том числе 1811 мужчин и 2024 женщины.

## Состав сельского поселения
В состав сельского поселения входит один населённый пункт — село Курья.